# 극세사

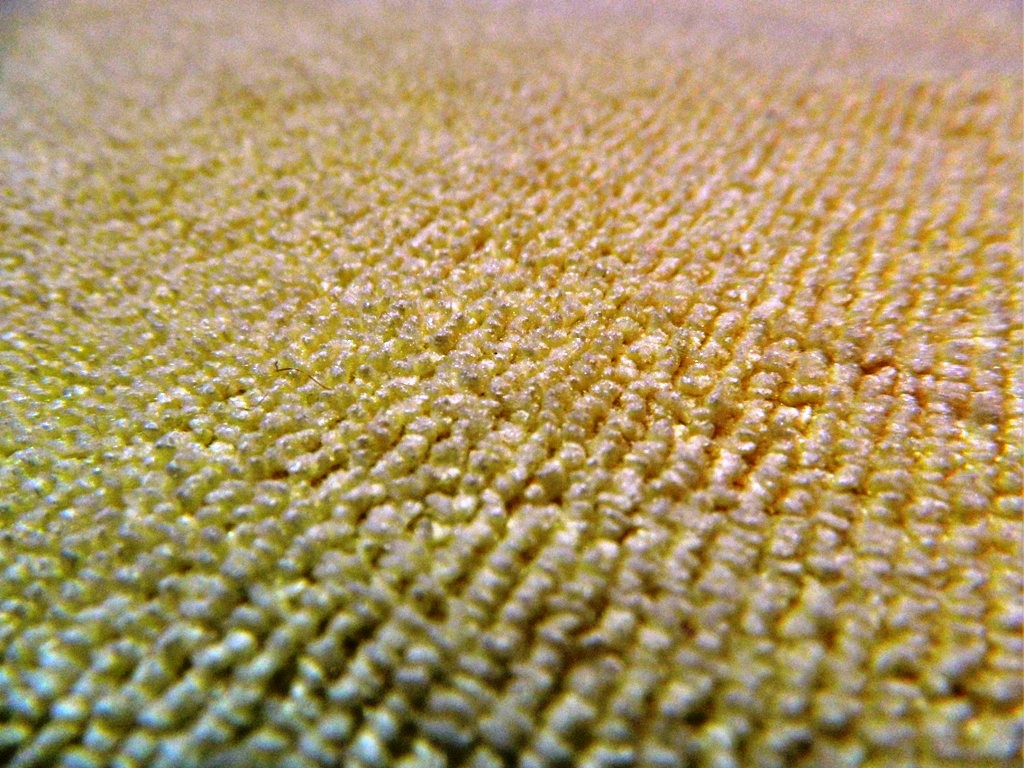
확대한 극세사 표면

극세사(極細絲,Micro fiber) 또는 '마이크로 섬유'는 이불, 수건 등 생활용품등에 기능성을 위해 사용되는 매우 가는 실로 만든 작물이다. 마이크로 수준의 섬유 발본(또는 처리) 공정에서 이루어진다.

## 특징
- 극세사는 1 데니어 이하인 굵기를 갖는 실로 머리카락보다 100분의 1 가늘다.
- 흡수율이 면 소재보다 2~5배나 높아 주로 타월로 쓰거나, 안경닦이 등으로 쓰인다.
- 섬유조직이 원단 특성상 촘촘하게 직조돼있어, 진드기나 곰팡이가 서식하지 못해 위생적이다.
- 정전기 발생이 거의 없다.
- 기모

## 극세사의 공정
폴리에스테르와 나일론을 7대 3 비율로 혼합하여 가늘게 뽑아내서 8등분 한다.

## 특수가공
마이크로섬유 발본기술에 더해서 특수가공 처리로 천연 동물 솜털의 보온 기능등을 구현하는 인공충전재 소재가 개발되고있다. 미군이 개발한 프리마로프트도 있지만 국내기술로 제작된 세은텍스의 웰론도 성능이 좋은 것으로 알려진 바 있다. 한편 마이크로섬유에 공극을 형성시켜 높은 중공률을 만든 마이크로 중공사도 개발된 바 있다.

## 같이 보기
- 나노 섬유

## 참고 문헌
- 이용대 (2010년 10월 7일). 《등산상식사전》.
- (환경친화적인 수용성 섬유에 관한 연구 A Study on the Environmentally Friendly Water-Soluble Fiber -박종진(연세대학교),  앙꿀가르(연세대학교),  송호준(연세대학교),  유승관(연세대학교),  박진원(연세대학교) 한국청정기술학회청정기술청정기술 제13권 제3호2007.09201 - 207 (7 pages)KCI등재)https://www.dbpia.co.kr/journal/articleDetail?nodeId=NODE01944125